# Yumbo
Yumbo és un municipi de Colòmbia, situat al nord de la ciutat de Cali. És el municipi més proper a Cali, a només 10 minuts i a 12 quilòmetres del seu nucli urbà. És un dels 42 municipis que formen el Departament de la Vall del Cauca, situada a l'Àrea metropolitana de Cali. És conegut com la capital industrial de la vall, a causa de les més de dues mil fàbriques ubicades al seu territori limítrof amb Cali, capital de la vall del Cauca.

## Geografia
Està situat a 10 minuts de l'Aeroport Internacional Alfonso Bonilla Aragón i a dues hores del Port de Buenaventura.
El territori municipal consta d'una regió plana la qual forma part de la productiva vall del Riu Cauca i una regió muntanyenca al vessant oriental de la Serralada Occidental dels Andes.
L'alçada màxima és a dalt de Dapa que està situat a 2.105 metres sobre el nivell del mar. Altres punts elevats són Floral, Lloma Grossa, Taguao i de las Mangas; els Altos de Floral, la Buitrera i Santa Inés i els turons de l'Olga, Juanambú i La Paz.
Les seves terres, són regades pels rius Cauca i Yumbo, i compten amb els pisos tèrmics càlids, mitjans i freds, el qual els permet una gran varietat de cultius.
Aquest municipi té els següents límits:
- Al nord amb el municipi de Vijes.
- Al sud amb la ciutat de Cali.
- A l'orient amb el municipi de Palmira
- A occident amb el municipi de la Cumbre.

### Divisió geogràfica
- Àrea Rural: 10 corregiments, 26 senders
- Àrea Urbana: 4 Comunes, 36 Barris

## Economia
És un dels municipis més rics de la Vall del Cauca, actualment es troben instal·lades més de dues mil grans empreses que limiten amb Cali entre les quals es troben Cimentos Argos, Bavária, Postobon, Propal i Goodyear, entre altres gegants de l'economia mundial.
Gràcies a la seva ubicació estratègica, a la seva infraestructura viària i als incentius tributaris que ofereix el municipi, Yumbo és considerat part fonamental del desenvolupament industrial de tota la nació, doncs, una gran part dels béns de consum del país es fabriquen en aquest municipi. No obstant això, encara que la zona industrial produeix més de 33.000 llocs de treball, només un 3% pertanyen als yumbenys, l'altre 97% són de Cali, Palmira i ciutats limítrofes; Aquesta problemàtica radica en gran part, per la fràgil estabilitat política yumbenya.
En l'agricultura destaquen els cultius de canya de sucre, cafè, soja, mill i cotó. També són importants els cultius de tomàquet, ceba cabuda, pebre, cítrics, mango, maracujà, pinya, flors, iuca i plantes aromàtiques.
En el sector pecuari destaquen el bestiar boví, porcí i el cultiu de la tilàpia.
Al seu territori s'exploten calç, carbó, guix, caolí, coure, marbre, alum i altres minerals necessaris per a la construcció de la vida diària dels colombians.

## Organització administrativa
Alcaldes triats per votació popular:
Nom (Període)
- Héctor Aníbal López Fandiño (1988-1990) Liberal
- Freddy Bejarano Vergara (1990-1992) Liberal
- Enrique Aniro Parra Pérez (1992-1994) Liberal
- Carlos Alberto Moreno Herrera (1995-1997) Liberal
- Rosemberg Pabón (1998-2000) M-19
- Alba Leticia Chávez Jiménez (2000 - 2003) Liberal
- Carlos Alberto Bejarano Castillo (2004-2006) Conservador - (Deixà el seu càrrec per haver iniciat un període atípic)
- Luis Fernando Lenis (2006-2007) Conservador - (Triat)
- Ferney Humberto Lozano Camelo (2008 -2009) Polo Democrático Alternativo (Destituït) - Designat per al període anterior
- Felipe Adolfo Restrepo (2009-2011) Cambio Radical (Sancionat)
- Enrique Aniro Parra Pérez (2011) Cambio Radical - (Designat)
- Felipe Adolfo Restrepo (2011) Cambio Radical (Torna al seu càrrec)
- Fernando David Murgueitio Cárdenas (2012 - 2015) Partit Verd
- Carlos Alberto Bejarano Castillo (2016 - 2019) Liberal

## Cultura, turisme i desenvolupament
Aquest municipi compta amb una gran quantitat de persones que recolzen desinteressadament la cultura, el talent humà, el comerç i l'educació. Té institucions educatives públiques i privades i la Universitat del Valle, i Sede Yumbo, que promouen el desenvolupament intel·lectual del municipi.
Es duen a terme esdeveniments culturals importants com la Trobada Nacional d'Intèrprets de Música Colombiana que es realitza al novembre, el Festival nacional de teatre, la Trobada Nacional de Danses al maig, i a l'octubre la Fira Industrial, Comercial i Equina.
Com a atractius turístics, en els corregiments de Arroyohondo, L'Olga, Dapa, Santa Inés i Montañitas es pot gaudir de bells paisatges naturals, així com del seu agradable clima propici per al descans i temporada de vacances. El corregiment de Dapa és una de les regions més atractives en la qual s'està enfortint l'ecoturisme.
El plat típic de la regió és el mondongo de chivo el qual és el fort atractiu turístic del corregiment de Mulaló, conegut com el Pueblito Vallecaucano, que a més tanca un atractiu històric doncs, d'acord amb la llegenda, el General Simón Bolívar es va allotjar allí en dues ocasions i com a resultat de la seva primera visita va tenir una filla amb una esclava de la regió. Compta amb el Museu Bolívar on s'exhibeixen diferents elements que pertanyien al Libertador, a més de la tomba de Colom, i el cavall de Bolívar. Al juny se celebra la Festa de Sant Antonio de Pàdua i a l'agost el Festival d'Estels.
El Centre de Convencions Vall del Pacífic creat per la Cambra de comerç de Cali situat a la zona de Arroyohondo a l'Autopista Cali-Yumbo, és un espai per a grans congressos, fires i exposicions, que pot albergar fins a 5.500 persones en conferències i 11.000 en concerts, aconseguint així un dels millors allotjaments moderns a Colòmbia i Sud-amèrica.
Yumbo comptà recentment amb un nou Skatepark escenari per a la pràctica d'esports extrems, com Monopatí, BMX i Roller, i la seva primera etapa compta amb un segment per a la pràctica en rampa vertical i un segment per a la pràctica en modalitat carrer; Encara queden dues etapes de construcció, que permetrà augmentar la seva capacitat per als esportistes extrems tant locals com nacionals i provinents d'altres indrets.

## Història
És sabut que quan van arribar els espanyols, Yumbo era un assentament indígena, que comptava amb un adoratori amb graderies i monòlits gravats, situat al turó Portachuelo. Alguns consideren que pel nom es relacionava amb els indígenes yumbos d'Equador, bé perquè es tractava de pobles afins o perquè els conqueridors, que procedien d'aquest país, els van trobar similars. No obstant això, yumbo és una paraula de l'idioma paez que significa "riu gran", "inundació" o "rivera" i és probable que hi hagués una relació amb la Cultura Calitja (Sonso, Yotoco, i Ilama).
El poblat indígena va ser sotmès el 1536 pel capità Miguel López Muñoz, a les ordres del conqueridor Sebastián de Belalcázar, qui es va establir allí a la hisenda que es va conèixer com "La Estancia". El poblat va ser anomenat, Sant Sebastià de Yumbo i els seus voltants es van constituir com a resguard indígena. Va ser declarat com a Municipi per la llei 1 de 1864.
A finals del segle xix i fins al 1930, a Punta Yumbo hi va operar un port fluvial, conegut com a Port Isaacs, que va servir per a què prosperèssin en el poblat les manufactures de tabac i les trituradores de cafè i els agricultors comercialitzèssin els seus productes. El 1914 es va inaugurar el ferrocarril, que va transformar la vida local, en accelerar el desenvolupament comercial i empresarial.
La llei 32 del 14 d'octubre de 1920 va abolir el Resguard Indígena i les seves terres van ser lliurades al municipi. El 1936 va començar a funcionar una planta elèctrica i a partir del 1938 es va desencadenar la industrialització després de l'establiment de la planta de Cimentos Valle, localitzada al lloc on havia funcionat el port. Posteriorment s'establien les plantes de Cartró Colòmbia (1944), Goodyear (1944), Eternit (1999), Celanese (1955), Propal (1957) i Johnson & Johnson (1962). Actualment funcionen més de dues mil empreses al municipi, de les quals 130 són altament contaminants.
Yumbo s'ha conegut en les últimes dècades com a escenari de les dures lluites sindicals. El Sindicat de Treballadors del Municipi de Yumbo va destacar per la seva lluita contra la corrupció que caracteritzava l'administració del municipi. El 28 de setembre de 1985 va ser assassinat el president del Sindicat Dionisio Hernán Calderón per desconeguts que li van disparar a la seva pròpia casa.
Fidel Castro Murillo fou el successor de Dionisio H. Calderón i va assumir la presidència del Sindicat. Sota la presidència de Castro Murillo el Sindicat va qüestionar i va criticar durament a les administracions d'Héctor Aníbal López, Freddy Bejarano i Enrique Aniro Parra i Carlos Moreno. Castro va sofrir diversos atemptats contra la seva vida i el 1996 va abandonar el municipi de Yumbo.

## Símbols

### Bandera
El sol naixent simbolitza la vida, la creativitat i la força del seu poble. El color verd recorda la bellesa i fertilitat de la seva terra. A la franja blanca que divideix la bandera en dues, hi estan escrites les paraules PAZ i TREBALL, indicant que són un poble treballador i pacífic.
Aquesta bandera va ser ideada pel rector fra Alfonso de la Concepción Peña el 1944.

### Escut
A la cinta vermella que hi ha sobre l'escut es pot llegir: 1536 Yumbo 1864. La primera data (1536) correspon a l'arribada dels conqueridors Miguel López Muñoz i Sebastián de Belalcázar. La segona és la data en què Yumbo va ser convertit en municipi.
L'escut està dividit en tres parts: A la part superior, de color daurat, apareixen dibuixades 4 xemeneies que indiquen que és un municipi industrial.
En la part inferior sobre el fons vermell, apareix el rostre del Balto Puente. Balto va ser un indi valent i recorregut, es diu que va viatjar a Espanya i va lluitar en la batalla de Lepanto al costat del gran escriptor Miguel de Cervantes Saavedra.
Al costat de Balto sobre fons blau, apareix un llibre tancat i sobre el llibre un tinter amb una ploma d'oca. Això significa que la història de Yumbo està per escriure's, és una invitació a agafar la ploma.
L'escut està envoltat per unes canyes de sucre. La canya de sucre va ser portada per Sebastián de Belalcázar i conreada, abans que en cap altre indret, a Yumbo.
El disseny de l'Escut de Yumbo va ser fet pel doctor Raúl Silva Holguín i presentat per Don Fabio Lenis Satizábal, ciutadà exemplar del municipi, al Consell Municipal l'any 1979.

## Santuari del nostre Senyor del Buen Consuelo
Va ser construït fa aproximadament 80 anys, i és on reposa la imatge miraculosa del nostre Senyor del Buen Consuelo; La construcció consta d'una cúpula i de dues torres, al capdavant del santuari reposa l'estàtua al rector franciscà fra Alfonso de la Concepción Penya qui va liderar la construcció del santuari juntament amb els habitants de Yumbo.
El santuari celebra la setmana santa com és habitual a l'església catòlica, amb diverses processons durant tota la setmana. La setmana santa a Yumbo és catalogada com la setmana santa més alegre de la Vall del Cauca.
El Senyor del Buen Consuelo és el sant patró del municipi; És una imatge que data de fa més de 350 anys, i es diu va ser portada des de l'Equador. La seva festa se celebra el 26 de setembre i hi acudeixen ciutadans locals i visitants a donar-li gràcies al Jesús en l'advocació del Buen Consuelo per tots els favors rebuts, perquè en realitat són molts els miracles que se li atribueixen. El dia 14 de cada mes, mentre els habitants de Guadalajara de Buga celebren la missa de sanació en honor del Senyor dels Miracles els habitants de Yumbo celebren la missa en honor del seu sant patró.